# 斉藤祐子 (建築家)
斉藤 祐子（さいとう ゆうこ、1954年 - ）は、日本の建築家。埼玉県浦和市（現・さいたま市）生まれ。一級建築士事務所SITE主宰。

## 経歴
- 1977年：早稲田大学理工学部建築学科卒業。
- 1977年：建築設計事務所「U研究室」に入所。青森県目時農村公園、大学セミナーハウス国際セミナー館の屋根の絵、また象設計集団とMt.Noirなどを担当
- 1985年：七月工房を設立し独立
- 1986年：「K.House」でSDレビュー入賞
- 1989年：空間工房101設立。
- 1993年：群馬県立前橋工業短期大学（現：前橋工科大学）非常勤講師
- 1995年：早稲田大学芸術学校非常勤講師
- 2000年：事務所を一級建築士事務所有限会社SITEへ改組
- 2016年：早稲田大学楼門建築会特別功労賞を受賞[1]

## 代表作
- 産業道路の家
- 小平仲町の家
- ドーモ・アラベスカ増改築
- 荏子田の家
- K-House（東京都国分寺市、1986年度SDレビュー入選）
- OMIYA・I ・97改装(1999 年あたたかな住空間デザイン優秀賞)
- 三春町田園生活館・農産物処理加工施設
- グループホームあおぞら・芙蓉病院増築(2006年第1回日本漆喰協会作品賞)